# Мали богови
Мали богови (енгл. Small Gods), тринаести роман из серијала о Дисксвету британског писца Тери Прачета.

## Тема
Брат Брата је одани следбеник Великог Бога Ома, у чије име је Омнијско Царство прокрчило крвави пут освајања широм континента. Једини проблем је што је он једини преостали одани следбеник Великог Бога Ома, за шта Ом верује да је разлог зашто се отелотворио у телу мале корњаче. Међутим, уз Братову помоћ, он се нада да ће повратити своју некадашњу славу. Једини проблем је што Брата нема појма како то да уради, посебно у теократском царству где се права вера сматра претњом...